# Stiftung Warentest
Stiftung Warentest est une organisation de consommateurs allemande qui réalise des essais comparatifs de produits et de services présents sur le marché et publie les résultats de ces travaux de manière neutre. Fondation de droit privé, elle poursuit exclusivement des buts d’utilité publique. 

## Sa création
Après des années de débats et la déclaration du chancelier Konrad Adenauer du 9 octobre 1962, le gouvernement fédéral, conscient de l'opportunité des essais comparatifs dans le cadre de la politique économique, adopta le 16 septembre 1964 la création de Stiftung Warentest. 
Finalement, le gouvernement de la République fédérale d'Allemagne représenté par le ministre fédéral de l'Économie Kurt Schmücker, créa la Stiftung Warentest le 4 décembre 1964, fondation reconnue d'utilité publique, jouissant de la capacité juridique et à but non lucratif.

## Son développement
Le premier numéro du mensuel test parut en 1966 avec un tirage de 210 000 exemplaires. En avril 1967 les ventes chutèrent de manière dramatique, le nombre des abonnés tomba à 10 000; en 1968 la vente au numéro fut interrompue et seulement les abonnés et les commandes directes furent satisfaites. À partir de 1968 les résultats des essais et enquêtes furent accompagnés d'une évaluation allant de "bon" à "insuffisant".
Dans le numéro de novembre 1969 furent publiés les résultats des fixations de ski. Trois fixations produites par le leader sur le marché Hannes Marker (racheté depuis par Völkl) ont obtenu la note "insuffisant". L'entreprise porta plainte contre ces résultats et après un très long procès qui alla jusqu'à la Cour fédérale de justice (Bundesgerichtshof), elle dut s'incliner en 1975. 
La vente des mensuels dans le commerce reprit dès 1970, cela grâce à une idée originale : dès 1968, les résultats des essais sont mis gratuitement à la disposition des éditeurs de journaux et de magazines. En raison des résultats particulièrement mauvais des tests sur les landaus pour enfants la rédaction du mensuel test les poussa du siège de Stiftung Warentest jusqu'au Kurfürstendamm dans le centre-ville. Sa popularité grandit aussi grâce aux informations dans les medias. 
Après le drame du Heysel en 1985 Stiftung Warentest a mené une enquête afin de mettre en évidence les manquements dans la sécurité et la construction sécurité de 18 stades de football des clubs de la Bundesliga. Huit d’entre eux ont été considérés comme "très inquiétant".
Un fabricant de broyeurs de végétaux a, en 1988, porté plainte contre Stiftung Warentest devant la Cour fédérale de justice. Le fabricant reprochait à la Fondation d'appliquer pour ses essais, surtout en matière de sécurité des produits, des critères plus sévères que ceux prescrits par les normes techniques DIN (organisme allemand de normalisation) en vigueur. La Cour fédérale de justice rendit un jugement favorable à la Stiftung Warentest. 
Depuis novembre 1997 la Stiftung Warentest et ses publications sont présentées sur la toile : www.test.de.

## Ses fonctions et son impact
La Stiftung Warentest a pour mission la réalisation d'essais comparatifs de produits et de services pour en déterminer les caractéristiques objectives d’utilité et d'usage et de la compatibilité avec l'environnement, d'une part, et l’information des consommateurs sur les moyens pour optimiser la gestion de leur ménage et sur un comportement respectueux de la protection de la santé et de l'environnement, d'autre part.
En raison de sa notoriété Stiftung Warentest a une réelle influence sur le comportement des consommateurs. Les résultats des produits ayant obtenu une évaluation positive sont repris par les professionnels pour promouvoir leurs produits. D'autre part, il arrive souvent qu’une évaluation négative entraîne une chute des ventes du produit et une action en dommages-intérêts de la part du fabricant concerné contre Stiftung Warentest – une dizaine en moyenne par an, selon les dires de Stiftung Warentest. La Fondation gagne la plupart de ces procès et n'a encore jamais été condamné à verser des dommages et intérêts.
Stiftung Warentest se finance grâce à la vente de son mensuel test (tirage : 500 000 exemplaires en moyenne par an) et Finanztest (tirage : 250 000 exemplaires), la vente de livres et de publications hors-séries, des résultats des essais présentés sur Internet et des subventions du ministère fédéral de l'Alimentation, de l'Agriculture et de la Protection des consommateurs. Le montant des ventes représentait environ 39,5 millions d'euros en 2010, auxquels s'ajoutent 5,5 millions d'euros de subventions mentionnées, ceci pour compenser les pertes encourues par l'absence de publicité dans les publications de Stiftung Warentest et pour ne pas compromettre son indépendance vis-à-vis des professionnels.
Le mensuel Öko-Test, malgré la similitude des noms, ne fait pas partie des publications de Stiftung Warentest.

## Les essais comparatifs
Stiftung Warentest comptabilise (réalise?) plus de 200 essais et enquêtes comparatifs sur les produits et les services dans tous les domaines de la vie quotidienne. Elle publie en outre dans sa rubrique Nouveautés sur le marché (Schnelltests?) les résultats des produits innovateurs. Depuis 2002 les offres spéciales et les promotions hebdomadaires des enseignes alimentaires discount sont testées et les résultats publiés en ligne dans les plus brefs délais. Depuis 2004 Stiftung Warentest prend en compte pour certains essais la responsabilité sociétale des entreprises (RSE). Plus de 9000 médicaments et 175 applications thérapeutiques sont mis à la disposition des consommateurs dans la rubrique Médicaments testés.
Stiftung Warentest emploie du personnel scientifique pour la gestion des projets d’essais et des analystes de marché pour la mise en œuvre de l'échantillonnage. Conformément aux statuts de la Fondation, tout projet d'essai comparatif est d'abord discuté au sein du curatorium. Le projet est ensuite proposé à un comité consultatif d'experts (Fachbeirat) composé de représentants des associations de consommateurs, des fabricants et commerçants et de personnalités neutres et indépendantes spécialistes du domaine considéré. Les essais sont réalisés non par le personnel de Stiftung Warentest, mais par des laboratoires neutres se trouvant en Allemagne et à l’étranger. Des acheteurs des échantillons à tester se chargent d'acquérir les produits anonymement dans le commerce; Stiftung Warentest n'accepterait jamais de tester des modèles de présérie ou des prototypes mis à la disposition par les fabricants. Les résultats objectifs obtenus dans un essai sont transmis avant leur publication aux fabricants et commerçants pour leur permettre de présenter leurs observations éventuelles. Les journalistes reprennent les résultats de l’essai et rédigent un texte intelligible. Un groupe de correcteurs a pour mission de vérifier que le texte est conforme aux résultats présentés dans le tableau. À l'évaluation des produits et des services faite sur une base de données objectives, peut en outre s'ajouter un jugement subjectif émis par un panel de consommateurs ou d’experts ce qui est le cas, par exemple, dans les tests d’usage.
Chaque trimestre Stiftung Warentest organise une vente aux enchères pour vendre les quelque 2 000 produits achetés chaque année et qui sont en bon état après les essais.
À ce jour Stiftung Warentest a réalisé près de 5 000 essais sur plus de 85 000 produits et quelque 1 800 enquêtes sur des services (situation au 31 décembre 2010).

## Les résultats des essais sur la toile
Tous les tests menés par Stiftung Warentest depuis début 2000 sont accessibles sur la toile, et toutes les actualités (les produits au rappel – par exemple les accus, les récentes décisions de justice, les produits innovateurs, les nouveaux tarifs et offres, les tests d’offres spéciales et les promotions), de nombreux produits et calculateurs interactifs et les résultats gratuits de 8 à 10 essais comparatifs par mois (version abrégée mais comportant les tableaux des résultats). 
Les résultats complets des essais, en version payante, sont également présentés sous forme interactive. Sous la rubrique "Je sélectionne mon meilleur produit" l'utilisateur pondère, en fonction de ses besoins, les différents critères pour le produit qu'il a choisi et détermine ainsi celui qui lui correspond le mieux. Une recherche aussi détaillée coûte de 0,25(?) à 2,50 euros. 
Sur le site il y a aussi plusieurs banques des données détaillées dans lesquelles un sélecteur de produits est conçu pour aiguiller le consommateur vers le produit répondant au mieux à ses exigences; il aide à comparer les différentes caractéristiques des produits et, grâce à différents filtres, il est un outil sur mesure pour sélectionner les produits ou services qui l'intéressent et pour obtenir une information objective et un choix individuel avant d'acheter. De nombreux produits et services sont testés ou répertoriés le plus régulièrement possible, surtout des produits sujets à un fort renouvellement: sièges-auto enfants, caméscopes numériques, téléviseurs, téléphones portables, fonds d'investissement, caisses nationales d’assurance maladie, aspirateurs, matelas, taux d’épargne. La recherche dans une de ces banques de données ne dépasse pas les 5 euros. 

## L'évaluation des essais
Chaque chiffre de l'appréciation globale correspond à une catégorie de qualité, semblable au système de notation scolaire en Allemagne :
- 0,5 - 1,5 : très bon
- 1,6 - 2,5 : bon
- 2,6 - 3,5 : moyen
- 3,6 - 4,5 : acceptable
- 4,6 - 5,5 : insuffisant

### La reprise des essais comparatifs
Les fabricants et distributeurs peuvent utiliser les résultats des essais comparatifs de produits et de services à des fins promotionnelles, à condition de respecter les clauses d'utilisation prévues par Stiftung Warentest. Toute publication des résultats d'essais doit éviter toute exploitation commerciale abusive et ne doit en aucune façon altérer le sens et l'objectivité des résultats. 
Les annonceurs paient une seule fois pour les droits d'utilisation.

## Organisation de la Fondation

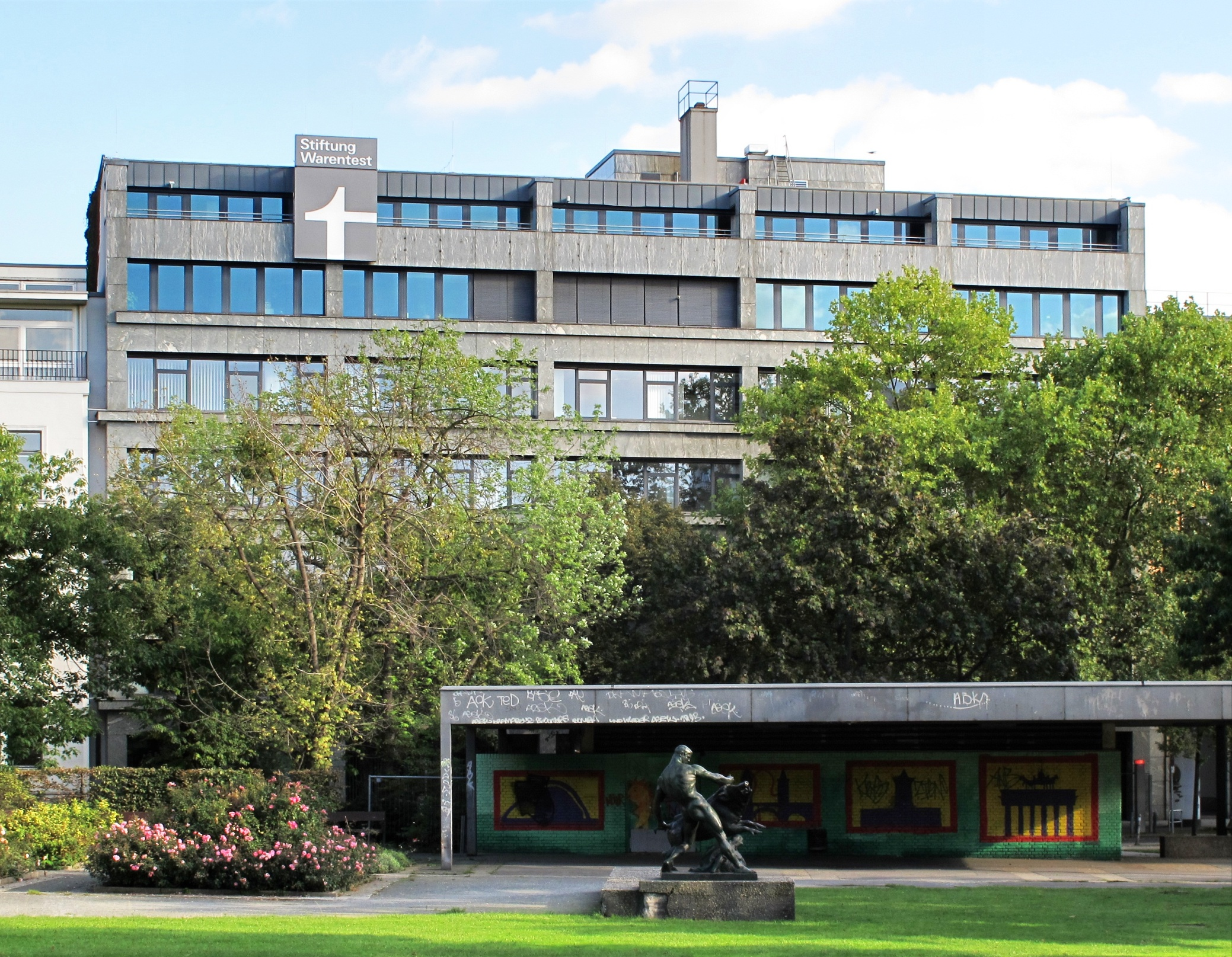
Le bâtiment de Stiftung Warentest à Berlin

Stiftung Warentest jouit de la capacité juridique; elle est constituée sous la forme d'une fondation de droit privé et a son siège à Berlin. À sa tête se trouve un comité directeur dont l'activité est soumise au contrôle d'un conseil d'administration. Le comité directeur et le conseil d'administration sont conseillés par un curatorium.
Le gouvernement fédéral qui a fondé Stiftung Warentest, a le droit de déléguer, auprès du conseil d'administration et du curatorium, un représentant n'ayant pas voix délibérative. Le ministre de la Justice de la ville de Berlin veille à ce que l'activité de Stiftung Warentest soit conforme à ses statuts et aux lois en vigueur.

### Le comité directeur
Le poste est momentanément occupé par une personne, Werner Brinkmann, successeur en 1994 de Roland Hüttenrauch. À compter de janvier 2012 Hubertus Primus prendra ce poste.

### Le conseil d'administration
Composé de 7 membres nommés par le gouvernement fédéral, il a pour fonction de désigner le comité directeur et de contrôler ses activités. Lucie Beyer, femme politique engagée, fut à la tête du conseil d'administration de 1972 à 1984. Depuis 1999 le professeur en droit Karl-Heinz Fezer est président du conseil d'administration.
Gerd Billen, directeur de la Fédération allemande des organisations des consommateurs – vzbv –et Günter Müchler, directeur des programmes de Deutschlandradio, sont, parmi d'autres, membres du conseil d'administration.

### Le curatorium
Composé de 18 membres, il exerce une fonction consultative et conseille le comité directeur et le conseil d'administration dans les questions fondamentales.

## La coopération

### La coopération nationale
Au niveau national Stiftung Warentest travaille au sein de différents instituts et associations :
- Verbraucherzentrale Bundesverband (vzbv) à Berlin, www.vzbv.de (Fédération allemande des organisations de consommateurs)
- Deutsches Institut für Normung (DIN) à Berlin, www.din.de (Institut allemand de normalisation)
- Deutsche Kommission Elektrotechnik, Elektronik und Informationstechnik (DKE) à Francfort-sur-le-Main, www.dke.de (Commission allemande de l'électrotechnique, électronique, technique de l'information)
- Deutsche Lebensmittelbuch-Kommission à Berlin, www.bmelv.de (Commission du code allemand de l'alimentation)
- Auswertungs- und Informationsdienst für Ernährung, Landwirtschaft und Forsten à Bonn, www.aid.de (aid info-service pour la protection des consommateurs, l'alimentation, l'agriculture)
- Versicherungsombudsmann à Berlin, www.versicherungsombudsmann.de (médiateur en assurance)
- Reichsausschuß für Lieferbedingungen, Deutsches Institut für Gütesicherung und Kennzeichnung (RAL Institut allemand pour le Contrôle de la qualité et la Labellisation des Produits) à Sankt Augustin
- Umweltbundesamt (UBA) à Dessau (Agence fédérale de l'Environnement)

### La coopération internationale
Stiftung Warentest coopère dans le cadre de l'International Consumer Research and Testing (ICRT) avec d'autres organisations de consommateurs européennes et internationales à la réalisation d'essais comparatifs.
Les principales organisations de consommateurs partenaires de Stiftung Warentest sont :
- Consumer Reports à Yonkers (États-Unis d'Amérique)
- Which? à Londres (Grande-Bretagne)
- Consumentenbond à La Haye (Pays-Bas)
- Union fédérale des consommateurs—Que choisir à Paris (France)
- Test-Achats à Bruxelles (Belgique)
- Verein für Konsumenteninformation à Vienne (Autriche)

Stiftung Warentest coopère aussi avec les organisations internationales suivantes :
- Bureau européen des unions de consommateurs (BEUC)
- Consumers International (CI). Cette organisation chapeaute les organisations de consommateurs du monde.
- Agence européenne chargée de la sécurité des réseaux et de l'information – European Network and Information Security Agency (ENISA) - l'agence européenne de « cyber-sécurité » chargée de la sécurité des réseaux et de l'information